# Polibek

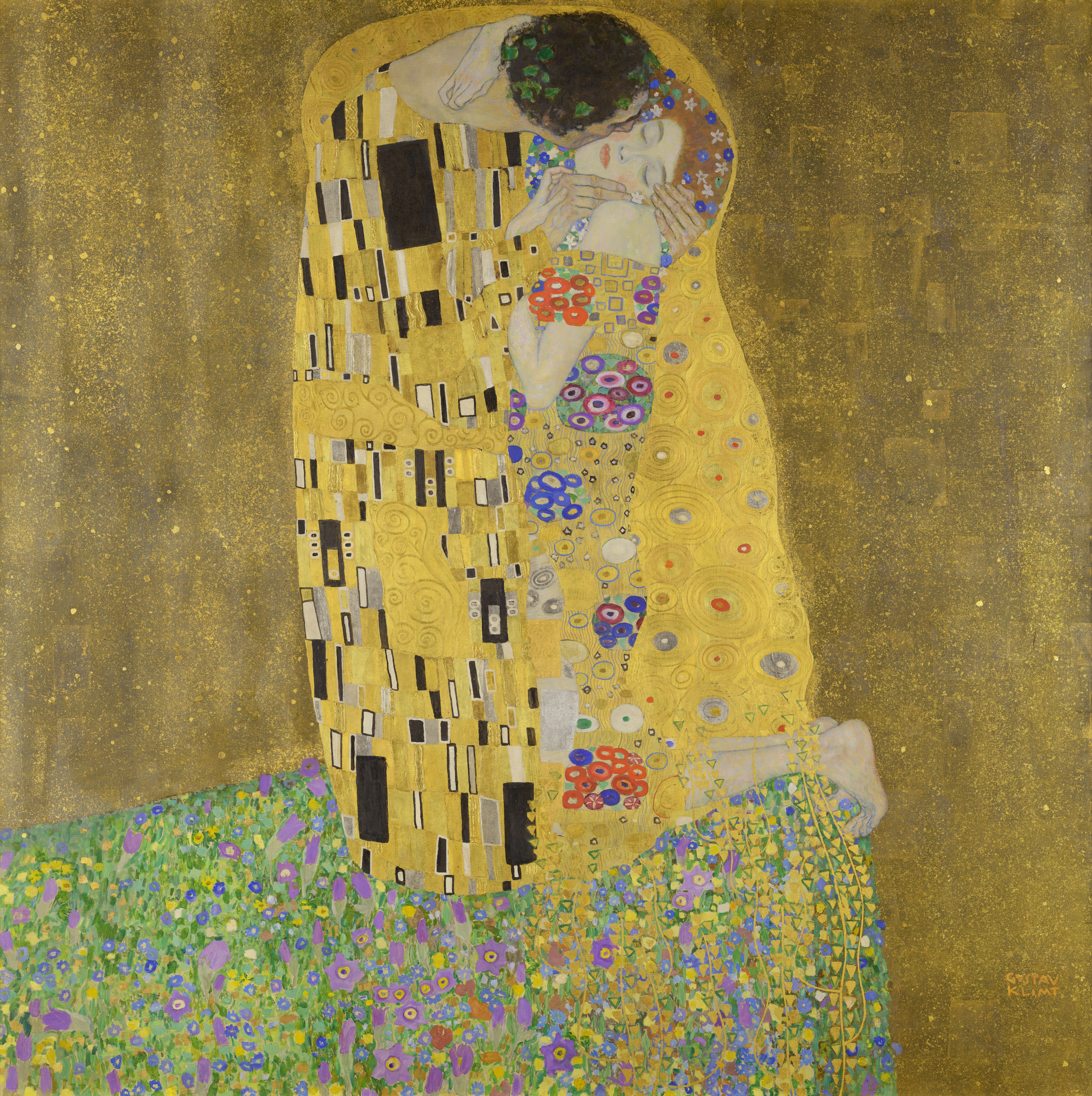
Gustav Klimt: Polibek (1908)

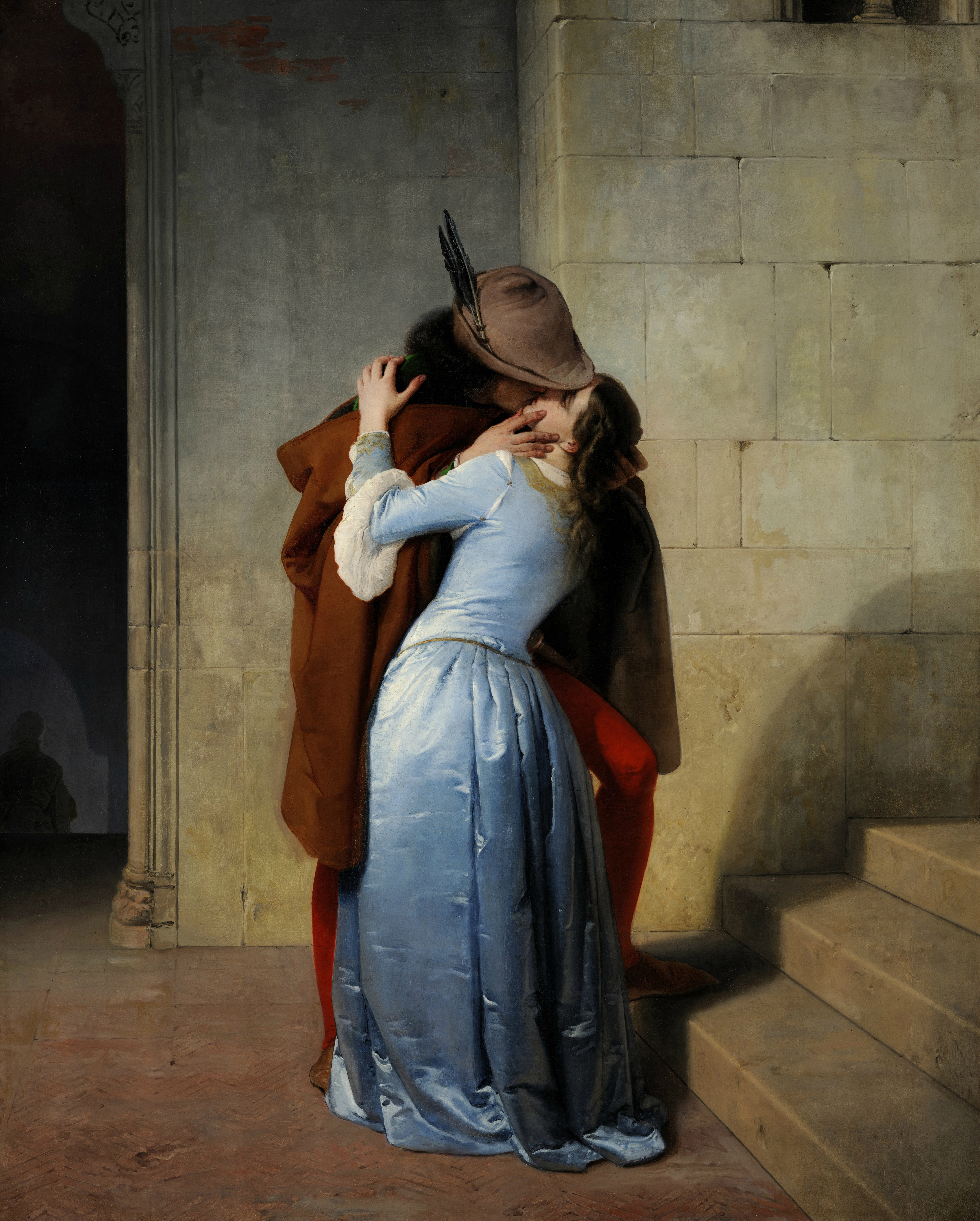
Obraz Polibek namaloval v 19. století Francesco Hayez

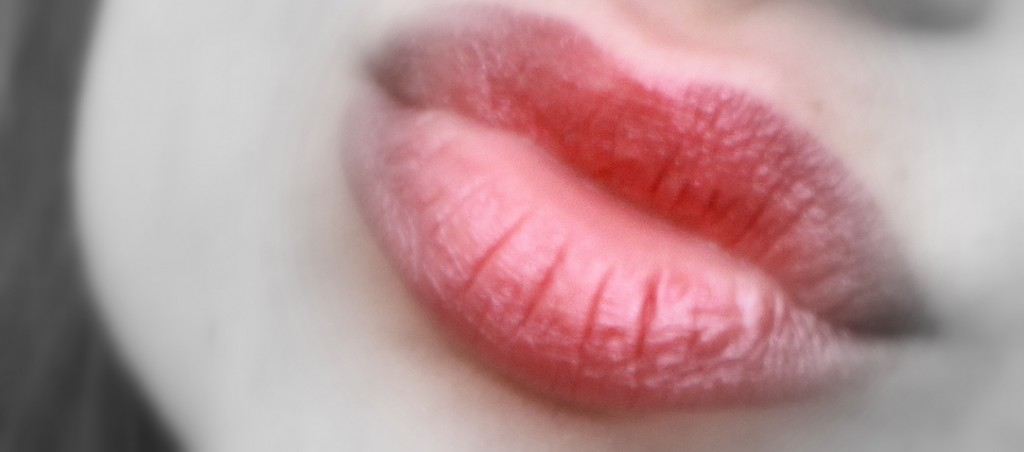
Rty při polibku

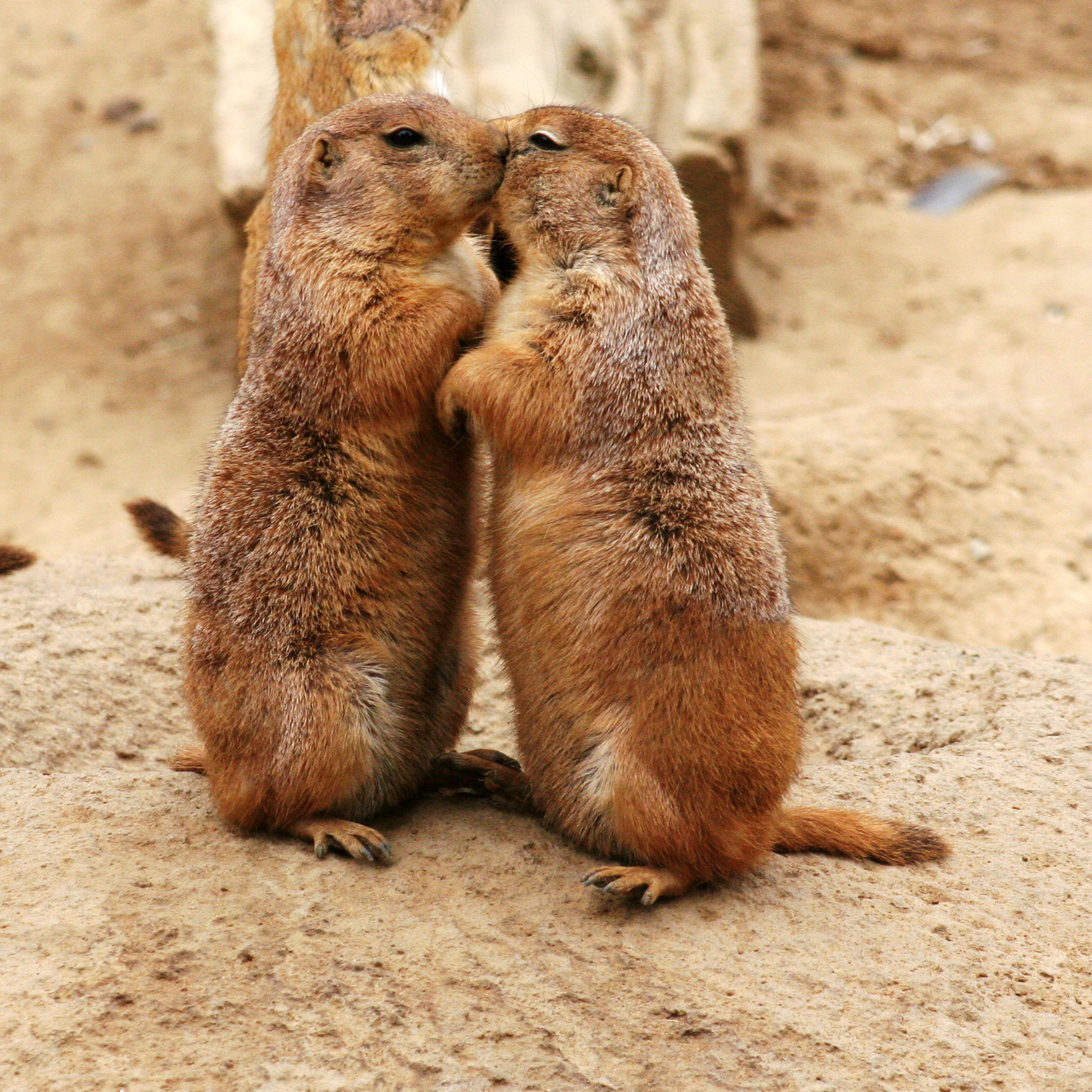
Polibek psounů prériových

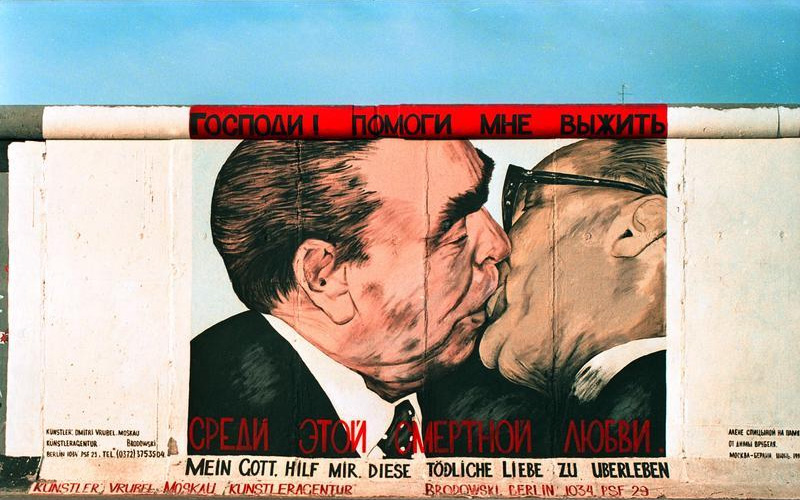
Slavný snímek polibku soudruhů Brežněva a Honeckera, na Berlínské zdi (1989) s komentářem: „Bože, pomoz mi přežít ten polibek smrti“!

Polibek (též pusa, pusinka, hubička, pocel, huban, huba, políbení, líbnutí) je dotyk, přitisknutí úst, zejména rtů jako výraz, obvykle projev citové náklonnosti a přízně. Může být jednostranný (základní) nebo vzájemný polibek rty dvou osob. Provádění polibku či polibků je líbání (cicmání, pusinkování). Je faktickým krátkodobým úplným zrušením osobních proxemických zón.
Možnost rozsahu a veřejnosti líbání je podmíněná zejména
- místními zvyklostmi a kulturou, jejich uzavřeností nebo naopak liberálností,
- typem a intenzitou polibku: délka doby, nastavení rtů, otevřenost úst, účast jazyka, držení, míra objetí pažemi,
- líbaným místem: ústa, tvář, čelo, krk, ruka, ostatní části těla podle jejich intimnosti, předměty apod.
- vztahem vůči líbané osobě: příbuzností, přátelstvím, známostí
- situací
- troufalostí líbajícího.

Polibek není jen lidský projev, podobné chování nebo alespoň jeho náznaky byly mnohokrát pozorovány i u zvířat (savců, ptáků i hmyzu).

## Původ
Na původ polibku jsou dva pohledy:
- Podle Sigmunda Freuda[zdroj?] a jeho následovníků má líbání přímou souvislost s pocity, které prožíváme jako kojenci při sání mléka z matčiných ňader. Protože jde o nejranější slastný pocit, je mimořádně silný.
- Podle německé vědkyně Ingelore Ebberfeldové[zdroj?] se líbání vyvinulo ze vzájemného očichávání zvířat. Když se pak předchůdce člověka naučil vzpřímenému postoji, obrátil svoji pozornost k horním partiím těla.

Polibek se zdá být sociální konstrukt moderní společnosti. Starší společnosti jako lovci a sběrači jej téměř nepoužívají.

### Starý Řím
Ve Starověkém Římě bylo pro polibek na tvář užíváno označení osculum, polibek na ústa bez sexuálního významu byl označován basium a erotické líbání bylo označováno savium.

## Pozdrav
Používá se jako přátelský pozdrav při uvítání i při loučení zpravidla jako polibek na tvář, zpravidla současně, často oboustranně a postupně na obě tváře, případně ještě potřetí. V tom se liší zvyky podle zemí a zejména zemské šířky – jižní národy se zpravidla zdraví více polibky. Také se polibek naznačuje do vzduchu a posílá na dálku.
Jako projev nadřazené přízně a požehnání se používá polibek na čelo, např. dítěte.
Obdobný dotykový pozdrav je známý jako eskymácký polibek, ve kterém jde ale o dotýkání nosem a je rozšířený i ve většině Asie a Tichomoří od Perského zálivu a Mongolska po Nový Zéland (maorsky hongi).

## Polibek na znamení úcty
Jako pozdrav na přivítání se v Evropě vyvinulo políbení podané ruky nadřízeného, milostpána, vladaře. Z toho vznikl i slovní (nyní již zastaralý) pozdrav „Ruku líbám“.
Tento pozdrav mužů políbení podané ruky ženě je v Česku spíše výjimečný a vysoce zdvořilý, ale např. v Polsku naprosto běžný, rozšířený až závazný.
V křesťanských církvích se používá podobný polibek na znak společenské (např. církevní) hodnosti – papežský, biskupský nebo kardinálský prsten. Rovněž se takto uctivě líbají, zdraví i jiné symboly, např. kříž jako znak víry, vojenské zástavy, zem a podobně.

## Milostný polibek
Jako výraz romantického citu a sexuální přitažlivosti bývá polibek delší a intenzivnější, např. francouzský polibek nebo hlazení rty. Takové líbání je obvyklou součástí petingu a milostné předehry. Po zvláště intenzivním polibku na kůži mimo úst zůstává modřina, zvaná cucflek.
Francouzský polibek je akt, při němž se do líbání zapojí i jazyk, který vnikne do (pootevřených) úst partnera. Bývá považován za analogii pohlavního styku. Pro francouzský polibek existoval koncem středověku i výraz florentinský polibek, který byl katolickou církví i v manželství považován za závažný hřích.
V pohádkách má (zejména milostný) polibek, obvykle zpravidla příznivý, zázračný účinek, např. políbením žáby se zlomí kletba a promění se v krásného prince nebo spící Růženka procitne z věčného spánku.

## Svatební polibek
Polibek je také součástí svatebního obřadu, jeho vrchol, kdy po potvrzení vůle snoubenců uzavřít manželství se novomanželé – zpravidla na výzvu sezdávajícího po jeho potvrzení vzniku svazku – políbí poprvé jako manželé.

## Výzva k políbení jako urážka
Hrubé odbytí žádosti nebo požadavku se děje také výzvou k políbení zadní dolní části trupu, případně s jejím vulgárním názvem, ale i mírněji, např. „Polib mi (si) šos.“

## Polibek smrti
Formou polibku se v legendách a pohádkách přenášelo zlé kouzlo, prokletí, často způsobující smrt políbeného.
Polibek smrti zavedli také v mafií – gangsteři tak dávali člověku najevo, že se ho budou snažit zabít všemi možnými prostředky. Je odvozen z Nového zákona, kde zrazuje Jidáš Ježíše Krista biřicům právě polibkem.
V politické oblasti se jako polibek smrti označuje vyslovení podpory, které kandidátovy šance a preference sníží, místo aby je zvýšilo.
Název Polibek smrti má i několik filmů.

## Polibek jako zdravotní riziko
Při líbání úměrně jeho intenzitě dochází zpravidla k přenosu mikroorganismů a nakažení lidé tak (leckdy nevědomky) šíří infekci.

## Polibek jako symbol
Na IRC je polibek znázorňován emotikony xx nebo :-*
V anglické korespondenci se polibek naznačuje jako součást závěrečného pozdravu písmenem „X“, případně vícenásobně.

## Polibek ve filmu
- Polibek smrti – Kmotr část II (The Godfather Part II)
- Polibek (1998)
- Polibek (1929)
- Polibek (2003)
- Polibek draka (2001)
- Polibek hada (1997)
- Polibek smrti (1995)
- Polibek smrti (1947)
- Polibek upíra (1989)
- Polibek vdovy (TV film) (1996)
- Polibek vraha (TV film) (1998)
- Francouzský polibek (1995)
- Polibek pavoučí ženy (1985)
- Polibek před smrtí (1991)
- Polibek před smrtí (1956)
- Poslední polibek (1977)
- Poslední polibek (2006)
- Půlnoční polibek (1993)
- Zimní polibek (2005)
- Vrahův polibek (1955)